# Kazyr
Kazyr (także Boło; ros. Казыр, Боло) – rzeka w azjatyckiej części Rosji, w Kraju Krasnojarskim i obwodzie irkuckim, która po połączeniu z Amyłem tworzy Tubę (dorzecze Jeniseju). Długość rzeki wynosi 388 km, dorzecze zaś zajmuje powierzchnię 20 900 km².
Rzeka wypływa z pasma w Sajanie Wschodnim. Dolina rzeki jest wąska; rozszerza się dopiero u ujścia Kiziru do Kazyru, a rzeka w tym miejscu rozlewa się wieloma strugami. Występują liczne progi rzeczne. Reżim śnieżno-deszczowy.